# Макаронная фабрика (Новосибирск)
Макаронная фабрика товарищества «Сибирский мукомол» — здание в Железнодорожном районе Новосибирска, в котором располагалась фабрика товарищества «Сибирский мукомол». Построена в 1910 году. Памятник архитектуры регионального значения.

## История
В 1910 году в Новониколаевске (совр. Новосибирск) на участках № 6 и № 8 «Сосновой дачи» товарищество «Сибирский мукомол» построило фабрику для изготовления макаронных изделий. В скором времени за крупчатку, макароны и вермишель собственного производства «Сибирский мукомол» был удостоен высших наград в Париже, Риме, а также на Балтийской выставке Общества сельского хозяйства.
По данным на 2018 год здание занимает ООО «Новосибирская макаронная фабрика».

## Описание
Главный фасад здания обращён на северо-восток и выходит на красную линию застройки Фабричной улицы.
Прямоугольное в плане трёхэтажное здание стоит на бутовом фундаменте, стены несущие продольные и поперечные из кирпича. Первоначально фабрика была двухэтажной, имелся цокольный этаж и мезонин в центральной части.
В советский период к юго-западному и северо-западному фасадам были сделаны пристройки, также был надстроен третий этаж, а в правой части здание стало пятиэтажным.
Междуэтажные перекрытия сделаны из железобетона, чердачное перекрытие — из дерева. Крыша здания двускатная.
В первоначальном виде главный фасад симметричен. Большое окно с сандриком второго этажа и мезонин (в настоящее время — часть третьего этажа) акцентируют центральную часть, фланкированную оштукатуренными пилястрами, украшенными лепными элементами в модернистском стиле. Аналогичными пилястрами декорированы углы здания.
Окна украшены наличниками. Мезонин завершается прямоугольным фронтоном. Оштукатуренный цоколь украшен рустом. Междуэтажные карнизы декорированы сухариками.
Фронтоны боковых фасадов треугольные, хотя первоначально имели криволинейное завершение с декоративными элементами в стиле модерн.
За счёт контраста кирпичной фактуры стен и оштукатуренных декоративных элементов строится цветовое решение фасадов.
Со стороны дворового фасада находится лестничная клетка. Заметно изменена первоначальная внутренняя планировка здания. Главный вход в здание в настоящее время находится со стороны Фабричной улицы в центральной части.